# Martin Köler
Martin Köler (latinisiert auch Martinus Colerus, auch Martin Coler * um 1620 in Danzig; † um 1703 in Hamburg) war ein deutscher Komponist und Kapellmeister des Barock.

## Leben und Werk
Martin Köler wirkte von 1663 bis 1667 als Herzoglich Braunschweigischer Kapellmeister. Anschließend wirkte er in bayreuthischen und holsteinischen Diensten. Zuletzt war er Kapellmeister in Hamburg.
Er trat vor allen Dingen als Liederkomponist des Kreises um Johann Rist hervor. Darüber hinaus sind eine Reihe von Kantaten Martin Kölers handschriftlich überkommen.